# Jules George
 (septembre 2012).
Si vous disposez d'ouvrages ou d'articles de référence ou si vous connaissez des sites web de qualité traitant du thème abordé ici, merci de compléter l'article en donnant les références utiles à sa vérifiabilité et en les liant à la section « Notes et références ».
Jules George, né le 14 mai 1903 à Liège et mort en avril 1983, fut le Président du FC Liégeois de 1971 à 1983.

## Biographie
Jules George s'est affilié au FC Liégeois dès 1915. Il ne réussira pas en football. Par contre, il participera aux J.O de Paris en 1924 en aviron. Dans ce sport, il fut aussi Champion de Belgique en 1924 et vice-Champion d'Europe en 1921. Son fils Robert sera vainqueur aux régates de Henley en 1952.
Retraité sportif, il aura du succès dans les affaires et sera propriétaire, après la 2e Guerre mondiale, de la plus grande entreprise européenne de récupération et traitement de la ferraille. Son groupe mit au point le procédé du traitement de la mitraille par le froid. (Cryogénie)
À l'âge de 68 ans, il devient Président du RFC Liégeois. Il permettra au club de vivre plus aisément. Sportivement, ce ne sera pas la gloire. À 3 reprises, le RFC Liégeois se sauvera de toute justesse en 1977, 1979 et en 1982.
Jules George aura, en 1978, le nez creux en transférant Edhem Šljivo qui deviendra un des joueurs emblématiques du RFC Liégeois. Quelques jours avant sa mort, Jules George donnera son accord au retour comme entraîneur de Robert Waseige.
Il fut également durant de nombreuses années président et président d'Honneur de L'Union Nautique de Liège. Pendant la guerre 40-45 c'est à l'Union Nautique que les repas de l’œuvre "Le Souper" étaient distribués.
Il est inhumé au Cimetière de Robermont à Liège.